# Кодрингтон, Эдвард
Сэр Эдвард Кодрингтон (англ. Edward Codrington; 27 апреля 1770 — 28 апреля 1851) — британский флотоводец, командовал объединённой англо-франко-русской эскадрой в Наваринской морской битве (20 октября 1827), полный адмирал (10 января 1837).

## Биография
В июле 1783 года тринадцатилетний Эдвард Кодрингтон был зачислен в Королевский флот и поступил на яхту «Августа», затем он служил на 44-пушечном фрегате «Ассистенс», на 50-пушечном корабле «Леандр», на 32-пушечном фрегате «Амбюскед» и кораблях «Формидабл» и «Куин Шарлотт» (англ. HMS Queen Charlotte).
28 мая 1793 года Кодрингтон был произведён в чин лейтенанта и назначен на корабль «Санта-Маргарита», затем он был переведён на 28-пушечный корвет «Пегас».
1 июля 1794 года на 100-пушечном корабле «Куин-Шарлотт» Кодрингтон отличился в сражении британской эскадры под командованием лорда Хау с французской эскадрой под командованием адмирала Вилларе де Жуайеза при Уэссане. После сражения он был послан с депешами об одержанной победе и благополучном прибытии флота с трофейными судами к острову Уайт.
7 октября 1794 года Кондрингтон был произведён в чин коммандера и назначен командиром брандера «Комета». 6 апреля 1795 года он был произведён в чин кэптена и назначен командиром шлюпа «Бабет» (англ. HMS Babet). В том же году Кодрингтон участвовал в сражении у острова Груа. В июле 1796 года он получил под своё командование 32-пушечный фрегат «Друид» (англ. HMS Druid), на котором крейсировал у побережья Португалии. Оставив командование фрегатом в 1797 году, Кодрингтон несколько лет не получал назначения и находился на берегу на половинном жаловании.
В 1803 году, после окончания Амьенского мира и возобновления военных действий Кодрингтон был назначен командиром 74-пушечного корабля «Орион» (англ. HMS Orion).
В Трафальгарском сражении, командуя «Орионом», он атаковал испанский флагманский корабль «Принсипе де Астуриа». Как и другие британские капитаны, принимавшие участие в сражении, он был награждён золотой медалью.
В ноябре 1808 года Кодрингтон командовал кораблем «Блэйк», в следующем — был назначен в экспедицию против острова Вальхерна. Командовавший экспедицией лорд Гарднер высоко оценил его помощь при вступлении в устье Шельды 2 августа. В этот день корабль без помощи лоцмана приткнулся к отмели под пушками Флессингена и 2 часа 45 минут находился под обстрелом, дважды загорался, потерял двоих человек убитыми и ранеными.
В августе 1810 года, при защите Кадиса, Кодрингтону с его кораблем было поручено отвести на Менорку 4 старых испанских корабля. Их корпуса текли, недоставало матросов и провизии, тогда как корабли везли много эмигрантов. После 38-дневного трудного плавания Кодрингтону удалось выполнить задачу. В 1811 году, командуя эскадрой у восточных берегов Испании, моряк способствовал патриотам в защите Таррагоны, а после падения крепости в июне днём и ночью перевозил на шлюпках беженцев, снабжая их одеждой и провизией. В январе 1812 года Кодрингтон участвовал в сухопутном сражении против французов при Вилле-Сукна, в котором было взято до 600 пленных, затем поддерживал барона д’Эролеса в попытке вернуть Таррагону и несколько месяцев наносил вред противнику. 14 апреля он содействовал д’Эролесу и очистил док Таррагоны от судов и лодок, искавших в ней убежища. В начале весны 1813 года капитан возвратился в Англию с благодарностью главнокомандующего сэра Эдуарда Пеллью за содействие каталонской армии и проявленные усердие, искусство и благоразумие.
В декабре 1813 года моряка назначили полковником морской пехоты. Вскоре он отправился в Северную Америку, подняв брейд-вымпел на 40-пушечном фрегате «Форт». 7 июня 1814 года Кодрингтон был произведён в чин контр-адмирала белого флага и поднял свой флаг на 80-пушечном корабле «Тоннант» (англ. HSM Tonant). Исполняя должность начальника штаба в эскадре под командованием вице-адмирала сэра Александра Кохрейна (англ. Alexander Cochrane), он получил благодарность флагмана за быстрые распоряжения по снабжению войск провиантом при взятии Вашингтона, а также за советы и помощь в экспедиции против Балтимора. Позднее, подняв флаг на 36-пушечном фрегате «Гавана», контр-адмирал участвовал в нападении на Вашингтон и Нью-Орлеан. После завершения военных действий флагман возвратился в Англию.
После окончания наполеоновских войн Эдвард Кодрингтон был награждён орденом Бани командорского креста.
21 июня 1821 года сэр Эдвард был произведён в чин вице-адмирала синего флага. В сентябре 1827 Кодрингтон, командуя средиземными британскими морскими силами, вместе с французской эскадрой, заставил Ибрагим-пашу заключить перемирие.
Когда оно было нарушено, Кодрингтон, приняв на себя главное командование над соединённым британским, русским и французскими флотом, запер турецкий флот в Наваринской бухте, где и произошло сражение, закончившееся уничтожением турецкого флота.

Награждён 8 ноября 1827 орденом Святого Георгия 2-го класса № 81 
За поражение турецкаго флота в сражении при Наварине 8-го октября 1827 года.
Согласно легенде, король Георг IV, недовольный полным разгромом турецко-египетского флота, что давало значительные преимущества России и нарушало отношения с Турцией, на полях указа о награждении адмирала Э. Кодрингтона орденом Бани большого креста приписал: «Я посылаю ему ленту, хотя он заслуживает верёвки».
22 июля 1830 года сэр Эдвард был произведён в чин вице-адмирала белого флага, а 10 января 1837 года — в чин адмирала синего флага.
Его сын Уильям Джон пошёл по стопам отца избрав военную карьеру и дослужился до генерала.
В честь Эдварда Кодрингтона была выпущена почтовая марка Греции.